# Edgar Mareuse
 Edgar Mareuse, né le 12 avril 1848 à Moÿ-de-l'Aisne et mort le 10 février 1926 à Poitiers, est un historien et archéologue français.

## Biographie
Edgar Mareuse était surtout connu pour son édition du Dit des Rues de Paris, par Guillot, poète parisien du XIIIe siècle, et il a publié quantité d’articles relatifs, pour la plupart, à l'histoire de Paris et de l'Île-de-France.
Il était secrétaire et président de la Société de l'histoire de Paris et de l'Île-de-France et membre de la Commission du Vieux Paris. Il est mort subitement, un samedi matin, dans un hôtel de Poitiers, où il était descendu la veille.

## Publications

### Articles
- « La Dédicace au roi du plan de Gomboust ».
- « L'Heure universelle ».
- « Le Jardin Boutin, contribution à l'histoire des Tivolis ».
- « La Maison de Molière à Auteuil ».
- « Un accès d'humeur de Napoléon 1er. La représentation de l'Intrigante à l'Elysée le 29 mars 1813 », 1894.

### Ouvrages
- Guillot de Paris, Le Dit des rues de Paris (1300) : avec préface, notes et glossaire, par Edgar Mareuse, suivi d'un plan de Paris sous Philippe le Bel, Paris, Librairie générale, 1875, xxiv-91, 1 vol. : plan ; in-16 (lire en ligne sur Gallica).
- Voyage de Rombise à Saint-Denis et à Pontoise, 1635, 1888.
- Les peintures murales de la maladrerie de Poissy, 1894.
- Un Plan de Bordeaux inédit par Albert Jouvin de Rochefort, 1900.
- La Croix des Bureau au cimetière des Innocents, 1904,
- L'Hôtel de ville et le plan de la tapisserie.
- Une lettre perdue de la « Muze historique » de Loret (16 septembre 1656), 1905.